# سلنیوم دی‌سولفید
سلنیوم دی‌سولفید (به انگلیسی: Selenium disulfide) با فرمول شیمیایی SeS۲ یک ترکیب شیمیایی با شناسه پاب‌کم ۲۴۰۸۷ است. که جرم مولی آن 143.09 g/mol می‌باشد. شکل ظاهری این ترکیب، نارنجی است.